# Ministère de l'Économie et des Finances (Burkina Faso)
Le ministère de l'Économie, des Finances et du Développement est un ministère du gouvernement au Burkina Faso.

## Description

### Siège
Le ministère chargé de l'économie et des finances est à Ouagadougou. 

### Attributions
Le ministère est chargé de l'économie et des finances.

### Ministres
Depuis le 27 octobre 2022, Aboubacar Nacanabo est le ministre responsable de l’Économie, des Finances et de la Prospective.

## Organisation et structures

### Direction Générale de l’Economie et de la Planification
La Direction Générale de l’Economie et de la Planification (DGEP) est une structure centrale du Ministère de l'Économie, des Finances et de la Prospective du Burkina Faso. Elle a pour missions la formulation des politiques de développement et leur traduction en plans et programmes, la coordination et le suivi des politiques de développement économique et social ainsi que l’évaluation des programmes et projets de développement.
En plus de sa Direction générale et des services d'appui, la DGEP est composée de 5 structures centrales (la Direction de la prospective et de la planification stratégique et sectorielle (DPPS) ; la Direction de la prévision et des analyses macro-économiques (DPAM) ; la Direction de la programmation et de l’évaluation des investissements publics (DPEI) ; la Direction des politiques de population (DPP) ; la Direction du suivi et de l'évaluation des politiques économiques et sociales (DSEPES)) et dispose de treize Directions régionales de l’économie et de la planification.